# Madina Ba
Madina Ba ist eine Ortschaft im westafrikanischen Staat Gambia.
Nach einer Berechnung für das Jahr 2013 leben dort etwa 1312 Einwohner, das Ergebnis der letzten veröffentlichten Volkszählung von 1993 betrug 811.

## Geographie
Madina Ba liegt in der West Coast Region, Distrikt Kombo East, rund sechs Kilometer östlich von Brikama entfernt. Der Ort liegt an der South Bank Road zwischen Brikama und Pirang. Bei Madina Ba zweigt eine Hauptstraße nach Süden ab, die in Senegal die Bezeichnung N 5 führt.